# Iota (Kommunikationsprotokoll)
Iota (Eigenschreibweise IOTA) ist ein Kommunikationsprotokoll basierend auf der Distributed-Ledger-Technologie mit der Zielsetzung eines sicheren Daten- und Werteaustausches insbesondere im Umfeld des Internet der Dinge (IdD). Durch den Verzicht auf Transaktionsgebühren soll sich das Protokoll etwa für Mikrozahlungen bei Anwendungen etablieren, die den automatisierten Informationsaustausch zwischen Endgeräten anstreben. Das Open-Source-Protokoll wird entwickelt und bereitgestellt von der gemeinnützigen rechtsfähigen IOTA-Stiftung mit Sitz in Berlin.

## Geschichte
Iota wurde 2015 von David Sønstebø, Sergey Ivancheglo, Dominik Schiener und Serguei Popov gegründet und wird von der Iota-Stiftung beaufsichtigt, einer Non-Profit-Organisation, die sich der Entwicklung der Technologie widmet und sie für alle Entwickler lizenzfrei hält. Die feste Menge an 2.779.530.283.277.761 Iota (2.779.530.283 Miota) wurde in einem Initial Coin Offering verteilt. Monate später begann Iota Open-Beta-Tests für elf Monate. IOTA ging einst aus dem von Sergey Ivancheglo und David Sønstebø gegründeten Unternehmen Jinn Labs hervor.
Im Mai 2017 kündigte Iota einen Ökosystemfonds in Höhe von 10 Mio. US-Dollar an, um Unternehmenskooperationen, Community-Projekte und Entwicklererwerbsinitiativen zu fördern. Im Juni 2017 wurde Iota auf der Handelsbörse Bitfinex gelistet und startete mit 0,64 US-Dollar pro Miota (1 Mio. Iota). Outlier Ventures, ein Venture-Capital-Unternehmen, investierte eine siebenstellige Summe in Iota – die erste direkte Investition in eine verteilte Ledger-Technologie. Der Micropayment-Dienst SatoshiPay kündigte einen Übergang von der Nutzung von Bitcoin zur Verwendung von Iota an.
Im August 2017 schloss die Iota-Stiftung eine Partnerschaft mit Refunite (Refugees United), der weltgrößten Datenbank für vermisste Personen, um zu helfen, Familien während und nach Konflikten wieder zu vereinen. Ebenfalls wurde das Flash-Netzwerk, das sofortige Zahlungen und hohe Transaktionszahlen zwischen zwei Transaktionspartnern ermöglichen soll, vorgestellt. Im November 2017 kündigte Sopra Steria eine Partnerschaft mit Iota an, um einen Rahmen zur Optimierung der Sicherheit zwischen Geräten im Internet der Dinge zu schaffen.
Am 7. August 2017 wurde die Kryptographische Hashfunktion Curl als Eigenentwicklung durch eine Variante von Keccak (Kerl) ersetzt.
Voraus ging die Veröffentlichung mehrerer Schwachstellen in Curl. Diese ermöglichten Angriffe gegen Iota. Aufgrund dieser Kontroversen um die Hashfunktion Curl stellte das University College London die Kooperation mit der Iota-Stiftung ein.
Im Oktober 2017 wurde ein Bug in der Schlüsselerzeugung behoben, der es theoretisch erlaubte, von Konten Iota ohne Beteiligung der Eigentümers zu entwenden.
Im November 2017 wurde die „Iota Stiftung“ als gemeinnützige Stiftung des bürgerlichen Rechts von der Berliner Stiftungsaufsicht registriert und der „Datenmarktplatz“ online gestellt. LATTICE80, ein Fintech-Hub in Singapur und der größte seiner Art, gab bekannt, ein Iota-Innovationslabor für das Internet der Dinge zu öffnen.
Nach Ermittlungen des Hessischen Landeskriminalamtes wurde am 23. Januar 2019 mit Hilfe von Europol ein 36-jähriger Verdächtiger in Oxford (Vereinigtes Königreich) festgenommen. Dieser soll Iota im Gegenwert von 10 Millionen Euro gestohlen haben. Dies fiel bereits im Januar 2018 auf. Man geht von weltweit 85 geschädigten Personen aus.
Im Februar 2020 wurde in der offiziellen Iota-Wallet eine Schwachstelle ausgenutzt um Iota im Wert von 2 Mio. Dollar zu stehlen.
Im Juli 2020 wurde ein Fehler in der Hashfunktion Kerl veröffentlicht, durch den man auf einfache Weise Hash-Kollisionen erzeugen konnte. Mit einem Proof of Concept in Form eines Pull Request auf der Coding-Plattform Github wurde gezeigt, wie drei verschiedene Eingabeparameter die gleiche Zeichenfolge ergeben.
Im November 2024 kündigte die IOTA-Stiftung die Initiative „IOTA Rebased“ an, die eine vollständige Überarbeitung der Layer-1-Architektur vorsieht. Ziel ist es, eine dezentralisierte, schnelle und skalierbare Basis für das IOTA-Netzwerk zu schaffen.
Die wichtigsten Änderungen umfassen:
- Einführung des „Mysticeti“-Protokolls, das eine hohe Transaktionsrate (über 50.000 Transaktionen pro Sekunde) ermöglicht.[27]
- Einführung von Layer-1-Smart Contracts auf Basis der Move Virtual Machine (MoveVM).
- Anpassung der Token-Wirtschaft, einschließlich eines adaptiven Gebührenmodells, das eine teilweise Token-Verbrennung zur Stabilisierung der Ökonomie vorsieht.

Im Dezember 2024 bestätigte eine Community-Abstimmung die Umsetzung der Neuerungen, woraufhin ein öffentliches Testnetz gestartet wurde.

## Technik

### Tangle
Viele andere Kryptowährungen, unter anderem Bitcoin, verwenden eine Blockchain auf Basis einer einfach verketteten Liste von Blöcken, die mehrere Transaktionen enthalten. Bei Iota gibt es hingegen keine Blöcke, die einzelnen Transaktionen bilden die Knoten eines gerichteten azyklischen Graphen (DAG), der umgangssprachlich als „Tangle“ (englisch für ‚Durcheinander‘, ‚Gewirr‘, ‚Kabelsalat‘) bezeichnet wird.
Damit ein Iota-Benutzer eine Transaktion senden kann, muss der Benutzer zwei andere Transaktionen überprüfen. Eine gesendete Transaktion muss ein ausreichendes Verifizierungsniveau akkumulieren und muss daher von anderen Benutzern ausreichend oft validiert werden, um von ihrem Empfänger als „bestätigt“ markiert zu werden. Um eine Transaktion durchzuführen, muss der Sender außerdem eine kryptographische Aufgabe lösen (Proof of Work), vergleichbar mit den Aufgaben der Miner im Bitcoin-Protokoll.

Mit IOTA Rebased, das ab Januar 2025 eingeführt wurde, wurde der bisherige Coordinator entfernt und durch das Konsensprotokoll Mysticeti ersetzt. Die IOTA Foundation gibt an, dass dadurch der zentrale Steuerungsmechanismus entfällt und das Netzwerk nun dezentralisiert sei. Die tatsächliche Dezentralität hängt jedoch von der Verteilung und Unabhängigkeit der Validatoren ab.

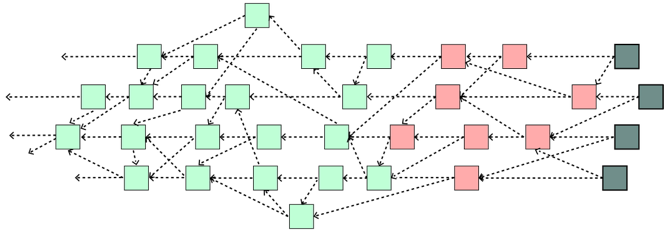
Beispiel eines Iota-„Tangles“

Nebenstehende Abbildung stellt den Iota-Tangle beispielhaft graphisch dar. Jeder Knoten (Kästchen) im Graph (Tangle) stellt eine gesendete Transaktion dar. Die Transaktionen wurden im Bild chronologisch von links nach rechts erzeugt. Für jede neue Transaktion werden zwei bestehende Transaktionen im Tangle validiert. Die Auswahl dieser Transaktionen erfolgt durch den Client. Eine Transaktion gilt als validiert, sobald ein definierter Schwellenwert von Transaktionen erreicht ist, die von dieser abhängen. In der Abbildung zeigen rote Knoten Transaktionen an, die bereits validiert wurden, bei denen dieser Schwellenwert allerdings noch nicht erreicht ist. Grün markierte Knoten stellen Transaktionen dar, die durch das Netzwerk als verifiziert angesehen werden. Für grau markierte Knoten existiert noch keine Validierung.
Die Anzahl der pro Sekunde neu entstehenden Knoten im Iota-Tangle ist prinzipiell unbegrenzt. Damit gibt es, im Gegensatz zu Blockchain-basierten Kryptowährungen, keine inhärente Obergrenze für den Transaktionsdurchsatz. Zur Verifikation von Transaktionen muss aber dennoch der vollständige Tangle inklusive aller früheren Transaktionen vorgehalten werden, was erhebliche Anforderungen an Speicherkapazität der Teilnehmer stellt.

### Adressen
Eine Iota-Adresse stellt, wie bei Bitcoin, einen öffentlichen Schlüssel dar. Zur Überweisung von Iota, die an einer Adresse hinterlegt sind, wird der dazugehörige private Schlüssel benötigt.
Zur Signatur von Transaktionen wird ein auf kryptographischen Hashfunktionen basiertes Schema verwendet (das auf dem Lamport-Einmal-Signaturverfahren basierende Winternitz-Einmal-Signaturverfahren). Im Gegensatz zu weiter verbreiteten Verfahren wie RSA oder DSA soll dies Sicherheit gegen Angriffe durch Quantencomputer bieten. Auf Grund der Eigenschaften des verwendeten Signaturschemas stellt eine Wiederverwendung von Iota-Adressen, nachdem von diesen bereits einmalig Zahlungen gesendet wurden, ein schwerwiegendes Sicherheitsrisiko dar und muss durch den Benutzer vermieden werden.

### Ternärsystem
Der Inhalt des Iota-Tangles wurde zunächst im Ternärsystem dargestellt, obwohl das Dualsystem die Grundlage sämtlicher moderner Computer darstellt. Dies wurde dadurch begründet, dass künftige Hardware im Bereich des Internet der Dinge auf ternärer Logik basieren solle.

### Besonderheiten
Anders als etwa Bitcoin verwendet Iota keine Blockchain auf Basis einer verketteten Liste. Transaktionen werden stattdessen in einem gerichteten azyklischen Graphen erfasst. Dadurch sollen Transaktionskosten verringert werden und eine bessere Skalierbarkeit als bei Blockchain-basierten Kryptowährungen erreicht werden. Für Iota-Transaktionen fallen keine Transaktionsgebühren an, nur der Absender einer Transaktion muss Rechenleistung aufbringen (Proof of Work).

### Konsensprotokoll Starfish
Im April 2025 stellte die IOTA-Stiftung das Konsensmodell Starfish vor, das für DAG-basierte Netzwerke entwickelt wurde. Es soll eine hohe Transaktionsrate ermöglichen und gleichzeitig die Kommunikationseffizienz verbessern. Kern des Ansatzes ist das Verfahren „Encoded Cordial Dissemination“, bei dem Validatoren vollständige Daten ihrer eigenen Blöcke sowie kodierte Fragmente anderer Blöcke übermitteln. Dadurch kann das Netzwerk Transaktionen effizient rekonstruieren, ohne alle Daten redundant zu übertragen.
Starfish baut auf dem zuvor eingeführten Mysticeti-Protokoll auf und soll laut IOTA eine Bestätigung von bis zu 150.000 Transaktionen pro Sekunde bei geringer Latenz ermöglichen. Die Integration in das Mainnet ist nach einer Testphase geplant.

## Anwendungen

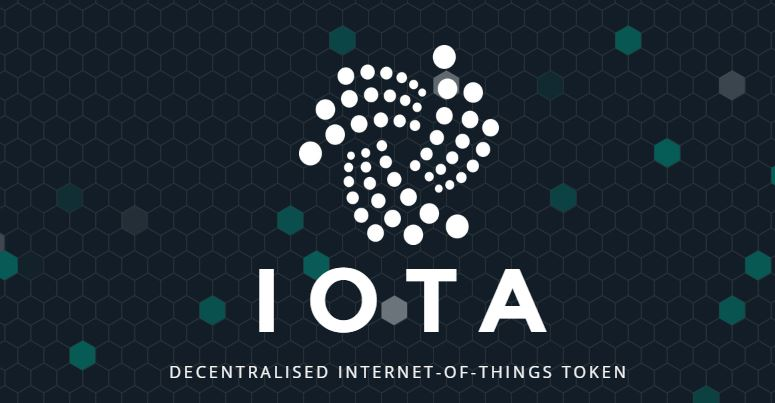
IOTA Illustration

Die IOTA-Stiftung startete seit 2017 zahlreiche Industriekooperationen. Unter anderem entwickelt die Stiftung gemeinsam mit der Linux Foundation, Deutschen Telekom, Fujitsu und Samsung einen sogenannten „Datenmarkt“ auf Basis der in IOTA eingesetzten Technik.
Am 18. April 2018 wurde die weltweit erste Iota-Ladesäule für Elektroautos aufgestellt. Die Kommunikation beim Laden und die Bezahlung erfolgen über ein Iota-basiertes Protokoll.
Seit 2021 ist die IOTA-Stiftung am Konsortium Gaia-X beteiligt, dass sich zum Aufbau einer IT-Infrastruktur in Europa zusammengeschlossen hat.
Im Juli 2021 hat IOTA auf dem DevNet einen Marktplatz für Non-Fungible Token in den Testbetrieb genommen.

## Kritik
Sowohl das Iota-Projekt als auch die Kryptowährung selbst waren und sind Gegenstand umfangreicher Kritik.
Bis August 2017 nutzte Iota die Kryptographische Hashfunktion Curl, eine Eigenentwicklung im Rahmen des Iota-Projekts. Mitarbeiter der Digital Currency Initiative (DCI) des Massachusetts Institute of Technology fanden im Rahmen ihrer Forschungsarbeit mittels differenzieller Kryptoanalyse umfangreiche Schwachstellen in Curl und zeigten, dass Curl weder kollisionssicher noch pseudozufällig ist. Diese Schwachstellen hätten unter Umständen genutzt werden können, um das Iota-Netzwerk anzugreifen und Iota-Token zu entwenden. Der Bericht wurde von anderen Forschern als glaubwürdig und korrekt eingeschätzt.
In einer Reaktion gab die Iota-Stiftung an, dass die gezeigten Angriffe gegen Curl nicht gegen Iota verwendet werden könnten, da die Sicherheit von Iota nicht von der Kollisionssicherheit von Curl abhänge. Dennoch wurde Curl durch eine Variante der standardisierten Funktion Keccak ersetzt. Gleichzeitig wurden die veröffentlichten Schwachstellen durch Iota-Gründer Sergey Ivancheglo angezweifelt und die beteiligten Forscher von ihm der absichtlichen Täuschung beschuldigt, dafür drohte er ihnen mit rechtlichen Schritten auf Twitter. Darauf kontaktierte er über einen Anwalt die Universität, an welcher der beteiligte Ethan Heilmann promovierte, um die Vorwürfe zu melden. Mitgründer David Sønstebø machte Ethan Heilmann konkret den Vorwurf, die Schwachstellen veröffentlicht zu haben, um damit Geld zu machen. Weiterhin gab Sergey Ivancheglo an, die gefundenen Schwachstellen seien absichtlich eingebaut worden, um gegen Kopien des Iota-Netzwerkes vorgehen zu können.
Am 21. Februar 2018 wurden durch das Iota-nahe Blog tangleblog.com die vollständige E-Mail-Kommunikation zwischen Forschern des MIT sowie den Iota-Entwicklern veröffentlicht.
Die Iota-Entwickler wurden für den Umgang mit den Veröffentlichungen scharf kritisiert. Als Reaktion darauf stellte das Centre for Blockchain Technologies (CBT) des University College London die Kooperation mit der Iota-Stiftung ein.
Durch Nutzung des „Coordinator“ stellte Iota in 2017 kein dezentralisiertes System dar. Laut Aussage der Entwickler ist der Coordinator eine Übergangslösung auf dem Weg zu einem dezentralen System. Die vollständige Dezentralisierung des IOTA-Systems ist derzeit in Vorbereitung. Im März 2019 wurde das „Znet“ gestartet. Es handelt sich dabei um einen Fork der bereits bestehenden IOTA Reference Implementation (IRI), die unter dem Namen Coo Less IRI (CLIRI) auf der Coding-Plattform Github zu finden ist. Zurzeit handelt es sich bei Znet noch um eine Testumgebung, die mit Unterstützung der Community optimiert werden soll, bevor der entfernte Koordinator durch komplexere Validierungsmechanismen ersetzt wird.